# کلیسای لکیت
کلیسای لکیت (به لاتین: Ləkit məbədi) یک کلیسای متعلق به دوران آلبانیای قفقاز است که در ۲ کیلومتری شمال شرقی روستای لکیت در شهرستان قاخ، در شمال‌غربی جمهوری آذربایجان واقع شده است. این بنا یکی از معدود بناهای به‌جامانده از معماری آلبانیای قفقاز است.